# 丹羅克 (伊利諾伊州)
丹羅克（英語：Denrock）是位於美國伊利諾伊州懷特塞德縣的一個非建制地區。該地的面積和人口皆未知。

## 地理
丹羅克的座標為41°41′59″N 89°58′32″W / 41.69972°N 89.97556°W，而該地的平均海拔高度為183米（即600英尺）。